# Google Penguin
Google Penguin (auch Pinguin-Update genannt) bezeichnet ein im Jahr 2012 veröffentlichtes Update des Algorithmus der Suchmaschine Google. Dieses richtet sich unter anderem gegen zu sehr optimierte Webseiten, wie sie im Zuge der Suchmaschinenoptimierung auftreten können.

## Geschichte
Penguin wurde erstmals am 24. April 2012 aktiv. Am 25. Mai 2012 folgte ein kleines Update, im Oktober desselben Jahres wurde eine weitere Aktualisierung durchgeführt. Google vergibt für Penguin Versionsnummern beginnend mit 1.0. Die kleineren Aktualisierungen haben fortlaufende Nummern bis Penguin 1.3.
Eine größere Anpassung mit dem Namen Penguin 2.0 erfolgte am 22. Mai 2013. Nach Aussage von Matt Cutts und Google waren davon rund 2,3 % der US-Suchanfragen betroffen. Am 24. April 2012, an dem das erste Pinguin-Update durchgeführt wurde, waren es sogar ca. 3,1 % der englischsprachigen Suchanfragen sowie etwa 3 % der Anfragen in Sprachen wie Deutsch, Chinesisch und Arabisch. Im Oktober 2014 wurde mit dem Penguin 3.0 die dritte größere Algorithmusanpassung durchgeführt, die sich auf rund 1 % der Suchanfragen auswirkte.
Am 23. September 2016 teilte Google mit, dass der Penguin-Algorithmus Teil des Kernalgorithmus ist und damit nun in Echtzeit stattfindet.

## Auswirkungen
Eine Suchmaschine wie Google ist bestrebt, die Manipulation von Ergebnissen und insbesondere deren Position zu verhindern. Aus diesem Grund sind die genauen Variablen des Suchalgorithmus unbekannt. Nach Matt Cutts, ehemaliger Chef des Webspam-Teams von Google, ist vor allem der Inhalt der Webseite für ein gutes Ranking relevant. Dennoch kann das Ranking künstlich verbessert werden. Eine Möglichkeit bietet dabei die On-Page-Optimierung. Dabei werden Inhalt, Formatierung und Quellcode so optimiert, dass Google die Internetseite besser einlesen kann. Eine weitere Methode ist die Generierung von Rückverweisen (Backlinks), wie sie bei der Off-Page-Optimierung betrieben wird.
Überoptimierte Webseiten sollen durch Google Penguin abgestraft werden. Dies kann durch ein Herabsetzen des Rankings in den Suchergebnissen bis hin zur kompletten Entfernung der Webseite aus dem Suchindex erfolgen. Die genauen Parameter, mit denen Google Penguin arbeitet, sind nicht bekannt. In der am 24. April 2012 bekanntgegebenen Erklärung zum Update wurden aber konkret das Keyword-Stuffing und unnatürliche Linkmuster als Kriterien zur Erkennung von Web-Spam erwähnt. Laut Google waren ca. 3 % aller Suchabfragen von dem Update betroffen.

## Frühere Updates
Im Februar 2011 veröffentlichte Google ein Update, welches später unter dem Namen Google Panda bekannt wurde. Dieses Update richtete sich gegen Internetseiten mit minderwertigem Inhalt.
Ein weiteres Update erschien im November 2011. Mittels „Google Freshness“ sollte die Aktualität einer Website stärker in die Platzierung einbezogen werden. Laut Angaben von Google waren 35 Prozent aller Suchanfragen von diesem Update betroffen.